# Franz Xaver Gabelsberger
Franz Xaver Gabelsberger (født 9. februar 1789 i München, død 4. januar 1849 sammesteds) var en tysk stenografisystemopfinder, som udviklede Gabelsbergers stenografisystem.
Gabelsberger var fra 1823 kancellist i det bayerske indenrigsministerium. Allerede i 1817 indledte han planer om et forkortelsessystem ved optagelse af referater og foretog prøver med sit system ved den bayerske stænderforsamling i 1819. Han arbejdede siden videre på dets fuldendelse. I 1823 var alfabetet og i 1826 hele systemet færdigudviklet, og 1834 publiceredes det i Anleitung zur deutschen Rede-Zeichnen-Kunst (nytryk 1904), senere, i 1838, tillige i Stenographische Lesebibliothek (nytryk 1904). Visse forbedringer til systemet fremlagdes i 1843 i Neue Vervollkommenungen in der deutschen Rede-zeichenkunst (nytryk 1904). Gabelsberger fik i 1829 af sin regering til opgave at udvikle debatstenografer og blev 1840 chef for den bayerske rigsdags stenografbureau. I 1902 grundlagdes i München et Gabelsberger-museum. Gabelsbergers stenografisystem vandt blandt andet udbredelse i Danmark.